# Magdalena Szymkiewicz
Magdalena Szymkiewicz (ur. 10 sierpnia 2002) – polska koszykarka grająca na pozycjach rozgrywającej lub rzucającej, reprezentantka kraju.
W latach 2014–2017 reprezentowała Basketstal Bryzę Pruszcz Gdański podczas mistrzostw Polski U16. W sezonie 2016/2017 wystąpiła na mistrzostwa Polski juniorek w barwach Bryzy Politechnika Gdańska. Jako młodziczka, w sezonie 2015/2016 była koszykarką UKS Siódemki Sopot.
W sezonie 2025/2026 zawodniczka polskiego klubu Basket Ligi Kobiet – AZS AJP Gorzów Wielkopolski.

## Osiągnięcia
Stan na 18 marca 2024, na podstawie, o ile nie zaznaczono inaczej..

### Drużynowe
- Mistrzyni Polski (2021)[3]
- Brązowa medalistka mistrzostw Polski (2022, 2024[4])
- Zdobywczyni Pucharu Polski (2021)[5]
- Finalistka:
  - Pucharu Polski (2022)[6]
  - Superpucharu Polski (2021, 2022)[7][8]
- Uczestniczka międzynarodowych rozgrywek:
  - Euroligi (2020–2022)
  - Eurocup (2022/2023)

Młodzieżowe
- Mistrzyni Polski:
  - juniorek starszych (2018, 2020, 2021)[9][10][11]
  - juniorek (2019)[12]

### Indywidualne
- MVP mistrzostw Polski:
  - juniorek starszych (2021)[11]
  - juniorek (2019)[12]
- Zaliczona do I składu: 
  - kolejki EBLK (14 – 2022/2023)[13]
  - mistrzostw Polski juniorek (2020)[14]

### Reprezentacja
- Uczestniczka:
  - mistrzostw Europy:
    - U–20 (2022 – 7. miejsce)
    - U–18 (2019 – 10. miejsce)
    - U–16 (2018 – 8. miejsce)[15]

  - FIBA U–20 Women’s European Challengers (2021)